# Poecilochroa phyllobia
Poecilochroa phyllobia är en spindelart som först beskrevs av Tord Tamerlan Teodor Thorell 1871.  Poecilochroa phyllobia ingår i släktet Poecilochroa och familjen plattbuksspindlar.
Artens utbredningsområde är Italien. Inga underarter finns listade i Catalogue of Life.